# Mark Briscoe
Mark Pugh, meglio conosciuto come Mark Briscoe (Laurel, 17 gennaio 1985), è un wrestler statunitense, sotto contratto con la Ring of Honor.
Oltre che nella Ring of Honor, lotta nel circuito indipendente e nella New Japan Pro-Wrestling. Insieme al fratello Jay formava il tag team Briscoe Brothers. Ha debuttato nella Combat Zone Wrestling nel 2000, a sedici anni.

## Personaggio

### Mosse finali
- Cut-Throat Driver / Mark-Out (cut-throat inverted death valley driver)
- Froggy Bow (frog splash elbow drop)

### Manager
- Jim Cornette
- Uncle Jethro
- Poppa Briscoe

## Titoli e riconoscimenti
- Combat Zone Wrestling
  - CZW World Tag Team Championship (2) - con Jay Briscoe
- Full Impact Pro
  - FIP Tag Team Championship (1) - con Jay Briscoe
- NWA Wildside
  - NWA Wildside Tag Team Championship (1) - con Jay Briscoe
- Pro Wrestling NOAH
  - GHC Junior Heavyweight Tag Team Championship (1) - con Jay Briscoe
- Pro Wrestling Unplugged
  - PWU Tag Team Championship (1) - con Jay Briscoe
- Real Championship Wrestling
  - RCW Tag Team Championship (1) - con Jay Briscoe
- Squared Circle Wrestling
  - 2CW Tag Team Championship (1) - con Jay Briscoe
- USA Pro Wrestling / USA Xtreme Wrestling
  - USA Pro/UXW Tag Team Championship (2) - con Jay Briscoe
- Ring of Honor
  - ROH World Tag Team Championship (13) - con Jay Briscoe
  - ROH Hall of Fame (classe del 2022)[1]
- Pro Wrestling Illustrated
  - 65º tra i 500 migliori wrestler singoli nella PWI 500 (2012)